# Robert David Hall

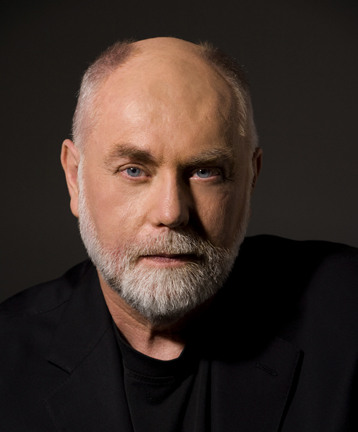
Robert David Hall

Robert David Hall (East Orange (New Jersey), 9 november 1947) is een Amerikaanse acteur. Hij is vooral bekend door zijn rol van patholoog-anatoom Al Robbins in de televisieserie CSI: Crime Scene Investigation.

## Levensloop
Hall bezocht de Tustin (CA) High School en behaalde later een graad in het vak Engelse literatuur. Hij is een bekwaam gitarist en was een professioneel muzikant. Enige jaren was hij een gewaardeerd diskjockey in Los Angeles.
In 1978 moest Hall een amputatie ondergaan aan beide benen na een ernstig ongeluk met zijn auto. Hij liep daarbij ook ernstige brandwonden op. Hij beweegt zich nu met protheses. In veel van zijn rollen is zijn invaliditeit zichtbaar.
Buiten zijn rol in CSI: Crime Scene Investigation speelde hij in films als Starship Troopers en The Negotiator. In 2008 speelde Hall in een in Nederland geproduceerde korte thriller, The Roymann Closure, geschreven door David Grifhorst en producer Jop Douma.
Hall is getrouwd en heeft een zoon uit een eerder huwelijk.

## Filmografie
Bioscoop:
- Deal of the Century (1983), als Ray Penido
- Here Come the Littles (1985), als Dinky Little (stem)
- Class Action (1991), als Steven Kellen
- Once Upon a Forest (1993), als Truck Driver (stem)
- Dream Lover (1993), als Dr. Sheen
- Andersonville (1996), als Samson
- Prison of Secrets (1997), als Judge
- Starship Troopers (1997), als Recruiting Sergeant
- The Negotiator (1998), als Cale Wangro
- The Burkittsville 7 (2000), als David Hooper
- Shattering Images (2001), als Nicole's vader
- My Father's House (2002), als de man op krukken
- The Eavesdropper (2004), als I.R.B.-bestuursvoorzitter
- Legs (2007), als Roosevelt Garland
- Ben 10: Secret of the Omnitrix (2007), als Azmuth (stem)
- The Gene Generation (2007), als Abraham
- The Roymann Closure (2008)
- Ben 10: Destroy All Aliens (2012), als Azmuth (stem)
- The Wrong Woman (2013), als Rechter Wallace
- Rock Story (2014), als Congreslid Connelly

Televisie:
- G.I. Joe: The Revenge of the Cobra (1984), als Col. Sharp
- The Littles (1983-1985), als Dinky Little/Mr. Bigg
- G.I. Joe (1985), als Col. Sharpe
- ABC Weekend Specials (1986), als Dinky Little
- Highway to Heaven (1989), als Wayne Secrest
- Mann & Machine (1992), als Dave Murphy
- Batman: The Animated Series (1992), als Additional Voices
- Life Goes On (1991-1993), als Mr. Mott
- L.A. Law (1991-1993), als Judge Myron Swaybill
- Love & War (1994), als Doug
- Beverly Hills, 90210 (1992-1994), als The Teacher
- High Incident (1996)
- Brooklyn South (1997), als John Keough
- Party of Five (1997), als Bureaucrat
- Promised Land (1998), als Edward Brogan
- The New Batman Adventures (1998), als Reporter
- Touched by an Angel (1999), als Harry
- Superman (1997-2000), als woordvoerder/verslaggever
- The West Wing (2000), als David Nessler
- Batman of the Future (2000), als Fulton
- The Practice (1999-2001), als Rechter Bradley Michaelson
- Family Law (2001)
- The Zeta Project (2002), als Thad
- North Mission Road (2006), als verteller
- Avatar: The Last Airbender, als extra stemmen
- The Batman, als Piloot
- Ben 10: Alien Force (2008-2009), als Highbreed Guard/Forever Knight #3
- Crime Scene Investigation (2000-2015), als Dr. Al Robbins

Computerspel:
- CSI: Crime Scene Investigation (2003), als Dr. Al Robbins (stem)
- CSI: Dark Motives (2004), als Dr. Al Robbins (stem)
- ER: The Game (2005), als Dr. VanDeer (stem)
- CSI: 3 Dimensions of Murder (2006), als Dr. Al Robbins (stem)
- CSI: Hard Evidence (2007), als Dr. Al Robbins (stem)
- CSI: Deadly Intent (2009), als Dr. Al Robbins (stem)
- CSI: Fatal Conspiracy (2010), als Dr. Al Robbins (stem)